# Thirty Minutes over Tokyo
«Thirty Minutes Over Tokyo» (рус. Тридцать минут над Токио) — заключительная, двадцать третья серия десятого сезона мультсериала «Симпсоны». Премьерный показ состоялся 16 мая 1999 года. В этой серии рассказывается о том, как Симпсоны ездили на отпуск в Японию.

## Сюжет
Гомер Симпсон со старшими детьми, по просьбе Лизы, посещает интернет-кафе. Там каждый находит себе занятие по душе: Лиза смотрит образовательные сайты, Барт разыгрывает Ленни, а Гомер играет на виртуальной бирже. Внезапно в помещение интернет-кафе врывается Змей Джейлберд с пистолетом. Угрожая оружием, он переводит средства со счёта Гомера на собственную кредитную карточку, после чего убегает.
Из-за этого кибер-ограбления Симпсоны лишились своих сбережений на летний отпуск. Для покрытия дефицита семейного бюджета Гомер решает в очередной раз ограбить Фландерса, однако его затея срывается. Фландерс говорит Гомеру, что он не богаче его, просто они с Мод посещают семинары Чака Гарабедяна по экономии. Тогда Гомер тоже решает сходить на этот семинар.
Основная идея этих семинаров — необходимо тратить как можно меньше. Девиз «Зажимайте каждый цент» Гомер понимает буквально — с такой силой сжимает в своём кулаке одноцентовую монету, что она просачивается внутрь Гомера и начинает путешествовать по его кровеносной системе.
Когда наступает время отпуска, Симпсоны отправляются в аэропорт, чтобы купить невостребованные билеты на месте — так дешевле. Четыре невостребованных билета есть на рейс в Токио, и Гомер, опередив Фландерса, берёт их. Симпсоны прибывают в Японию.
В Японии Симпсоны сначала посещают американский ресторан, а потом Гомер с Бартом идут на соревнования по сумо. Там Гомер непреднамеренно вступает в борьбу с одним из борцов и при помощи Барта побеждает его. Поздравить с победой Гомера подходит сам Император Японии, но Гомер, приняв его за ещё одного борца, швыряет беднягу в корзину с грязным бельём. Симпсонов задерживают и Мардж вынуждена оплатить залог. Из-за этого у них осталась только одна купюра в миллион йен. Чтобы порадовать Лизу, Гомер делает из этой купюры оригами, но её уносит ветром. Таким образом Симпсоны остаются без денег на обратную дорогу.
В посольстве США Симпсонам отказывают в помощи, посоветовав найти какую-нибудь работу. Семья устраивается на рыбоперерабатывающий завод, где они потрошат рыбу. Такая работа приходится по душе только Барту, поэтому, когда семья видит по телевизору рекламу викторины под названием «Веселое шоу осуществления семейных желаний», то немедленно записывается на неё. Суть шоу в том, что для получения приза (Симпсоны выбрали билеты в Спрингфилд) участники игры должны пройти через унизительные японские пытки. В конце концов Симпсоны получают финальное задание: они должны забрать свои билеты с веревочного моста, протянутого над действующим вулканом. Лиза забирает билеты, но мост обрывается и вся семья падает в вулкан, оказавшийся фальшивым: вместо лавы в нём плескался подогретый апельсиновый сок, а жерло вулкана соединялось со студией. Гомер стыдит японцев, что они развлекаются такими неэтичными зрелищами, однако позже сам смеется над канадской парой, которую на этом шоу засыпают скорпионами.
Когда Симпсоны улетают из Японии, их самолет сталкивается с Годзиллой, Мотрой, Роданом и Гамерой. Но Лиза не проявляет интереса к этим японским чудовищам и самолет беспрепятственно улетает в Спрингфилд.

## Культурные отсылки
- Название серии — отсылка к американскому фильму 1944 года «Тридцать секунд над Токио».
- Персонаж, который сидел рядом с Монтгомери Бёрнсом на семинаре по экономии, похож на символ игры «Монополия».
- Из окна отеля Лиза видит Императорский дворец Токио, Храм Мэйдзи и завод Hello Kitty.
- Вымышленный японский мультфильм, который смотрит Барт — отсылка к печально известному эпизоду Denno Senshi Porygon аниме «Покемон», при просмотре которого у более чем 700 зрителей были зафиксированы эпилептические припадки[1].
- Реклама бананов, в которой снимался Вуди Аллен — отсылка к фильму Бананы.